# گرنویل جنوبی، نیو ساوت ولز
گرنویل جنوبی (به انگلیسی: South Granville) یک منطقهٔ مسکونی در ایران است که در نیو ساوت ولز (New South Wales) واقع شده‌است.